# Jean-Guy Talamoni
Pour les articles homonymes, voir Talamoni.
 (octobre 2014).
Si vous disposez d'ouvrages ou d'articles de référence ou si vous connaissez des sites web de qualité traitant du thème abordé ici, merci de compléter l'article en donnant les références utiles à sa vérifiabilité et en les liant à la section « Notes et références ».
Jean-Guy Talamoni, né le 6 mai 1960, à Saumur (Maine-et-Loire), est un homme politique français, nationaliste corse. Il est président de l'Assemblée de Corse de 2015 à 2021. Il est militant du parti indépendantiste Corsica libera. Il est également membre du Conseil de la langue et de la culture corses. Avocat de profession, il s'est rapidement spécialisé dans la défense de figures issues du nationalisme corse, et notamment des militants ayant participé à la lutte armée à travers le FLNC. Il a publié plusieurs ouvrages, tant sur la politique dans l’île que sur la langue corse.

## Biographie

### Enfance, famille, scolarité
Sa mère, Élisabeth Talamoni, née Ortega, aujourd’hui décédée, est née le 29 janvier 1938 au Maroc, d’une famille de nationalité française originaire d’Espagne. Son père, Antoine, est né le 30 mai 1934 au Maroc au sein d’une famille corse récemment arrivée de l’île. La mère d’Antoine, Marie-Claire Talamoni, née Alerini, est née le 29 avril 1910 à Pietra-di-Verde (Haute-Corse). Son père, Valentin, est né le 4 juillet 1903 à Vezzani (Haute-Corse). Les grands parents d’Antoine, tous originaires de Haute-Corse, sont nés à Pietra, Vezzani, Moïta et Pietroso.
Dans les années 1950, la famille Talamoni quitte le Maroc après y avoir passé une vingtaine d’années entrecoupée de séjours dans l’île. Tandis que le reste de la famille s'installe en Corse, Antoine se rend à Saumur avec son épouse Élisabeth, où il vient d’être muté comme instituteur, après avoir fait la guerre d'Algérie. C’est là que naîtra leur fils Jean-Guy. Quelques jours après cette naissance, le jeune couple et leur enfant s'installent définitivement en Corse, le père ayant obtenu une mutation à Morsiglia (Haute-Corse) pour la rentrée scolaire suivante. Par la suite, Antoine Talamoni enseigne dans différents établissements scolaires bastiais. Élisabeth ouvre un commerce de librairie-papeterie dans le quartier de Toga, qu’elle exploite pendant une vingtaine d’années. Le couple a un second enfant, Charles-Éric, né le 12 mars 1965 à Bastia.
Jean-Guy effectue toute sa scolarité à Bastia, de l’école maternelle au lycée où il commence à militer. Il passe ses vacances dans le village de Pietra-di-Verde. Après son baccalauréat, il s’inscrit  à la faculté de droit de l'Université d'Aix-Marseille, où il obtient sa maîtrise. Rentré à Bastia en 1985, il est reçu à l’examen du DEA de Langue et civilisation corse. Le thème de son mémoire de DEA est l’étude d’un corpus de proverbes et locutions en usage à Pietra. Puis, il obtient le certificat d'aptitude à la profession d'avocat. Il s’inscrit au barreau de Bastia en 1988. Dès ses premiers mois d’exercice, il plaide dans des affaires politiques, notamment au « procès de Bordeaux » devant la cour d'assises spéciale (1988). Durant quelques années, il enseigne également à la Faculté de droit de l'université de Corse Pascal-Paoli à Corte.
Sur le plan politique, la famille Talamoni est considérée comme plutôt de gauche[réf. nécessaire], comptant en son sein plusieurs militants ou élus de cette sensibilité, notamment Charles Talamoni, maire de Pietroso (Haute-Corse) dans les années 1970 et, à la même époque, Louis Talamoni, son grand-oncle, sénateur et maire de Champigny-sur-Marne (Val-de-Marne), ancien des FTP, vice-président du groupe communiste au Sénat.
En 2012, il soutient une thèse de doctorat en littérature sous la direction de Ghjacumu Thiers.

### Parcours universitaire et professionnel
Jean-Guy Talamoni a obtenu sa maîtrise en droit à la Faculté de droit d’Aix-en-Provence, puis son Certificat d’aptitude à la profession d’avocat au CFPA de la Cour d’Appel de Bastia (1987). Il est inscrit au barreau de Bastia depuis 1988.
En décembre 2012, il a soutenu une thèse de Doctorat intitulée « Littérature et construction politique : l’exemple du Primu Riacquistu corse (1896-1945) ». Cette thèse de sociolittérature a été publiée en 2013 par les Editions Albiana (Ajaccio), sous le titre « Littérature et politique en Corse. Imaginaire national, société et action publique ».
En décembre 2018, il a soutenu une Habilitation à Diriger des Recherches. La thématique principale de ses travaux d’HDR était la pensée politique corse. En février 2019, il était qualifié aux fonctions de Professeur des Universités par le Conseil National des Universités.
Un ouvrage issu du mémoire d’HDR a été publié en 2018 par les Editions Albiana (Ajaccio), sous le titre « Le républicanisme corse. Sources, institutions, imaginaire ».
Il exerce actuellement les fonctions de Maître de conférences associé à l’Université de Corse où il enseigne dans les facultés de droit et de lettres des matières relevant de ces deux domaines.
Ses recherches, transdisciplinaires, portent principalement sur la sociolittérature, l’histoire culturelle, l’histoire des idées politiques.

### Carrière politique
(décembre 2015).
- De la fin des années 1960 au début des années 1970, suit ses parents aux réunions publiques de l’ARC, mouvement dirigé par les frères Simeoni[1],[3].
- Août 1975 : assiste, sous le chapiteau de l’ARC à Corti, au discours d’Edmond Simeoni annonçant les événements d’Aléria.
- 1976 : à 16 ans, adhésion à  l’Unione di Liceani Corsi (ULC), syndicat lycéen s’inscrivant dans la lutte de libération nationale[1].
- De la fin des années 1970 aux années 1980 : études de droit. Activités au sein du milieu étudiant corse d’Aix-en-Provence.
- 1986 : DEA de langue et civilisation corses à l’université de Corte.
- 1988 : prête serment, à Bastia, comme avocat ; première affaire politique avec le « Procès de Bordeaux », devant la Cour d’Assises spéciale. Activités au sein d’associations culturelles et de défense de l’environnement (lutte contre les incendies). Enseigne à la faculté de droit de l’université de Corse.
- 1988 : élu à l’exécutif de A Cuncolta Naziunalista, responsable de la commission « Droit et institutions ».
- 1992 : élu à l’Assemblée de Corse sur la liste Corsica Nazione[1].
- 1993 : accède au Conseil municipal de Bastia.
- 1994 : élu Président du groupe Corsica Nazione à l’Assemblée de Corse. Il conduira dès lors les délégations nationalistes qui négocieront avec les différents ministres chargés des affaires corses, notamment Charles Pasqua, Jean-Louis Debré, Lionel Jospin, Daniel Vaillant et Nicolas Sarkozy.
- 1994 : devient éditorialiste du journal « U Ribombu ».
- 1994 : est l’un des fondateurs de la Federazione di i Travagliadori Indipendenti (FTI), syndicat de travailleurs indépendants.
- Mars 1998, puis mars 1999 : conduit la liste Corsica Nazione aux élections de l’Assemblée de Corse (17 % des suffrages et 8 élus en 1999, ce qui fait  du groupe nationaliste le premier de l’opposition).
- Courant 1999 : est l’un des animateurs du processus de réconciliation des nationalistes dit « du Fiumorbu », qui conduira au protocole de Migliacciaru de juillet 1999, dont il sera signataire.
- Avril 1999 : élu président de la Commission des affaires européennes de l’Assemblée de Corse, qu’il dirigera jusqu’en 2004, entretenant, dans le cadre de ces fonctions, des relations régulières avec les autorités étrangères et communautaires.
- Décembre 1999 : conduit la délégation nationaliste qui participe aux discussions, dans le cadre du processus dit « de Matignon », initié par Lionel Jospin.
- Janvier 2000 : la Commission des affaires européennes de l’Assemblée de Corse, qu’il préside, publie un rapport intitulé « Une ambition européenne pour la Corse, environnement et identité au cœur du développement ». Ce projet, préfacé par l’économiste et homme politique écologiste Alain Lipietz, sera présenté par les autorités corses à Paris et à Bruxelles au cours du processus de Matignon.
- Mars 2001 : conduit la liste nationaliste aux élections municipales de Bastia.
- Juillet 2001 : Il est visé par une tentative d’assassinat au colis piégé[1].
- Novembre 2001 : publication d’un essai politique : « Ce que nous sommes » (DCL/Ramsay).
- Mars 2004 : élu à nouveau à l’Assemblée de Corse, où il présidera le groupe nationaliste Unione Naziunale.
- Avril 2004 : arrêté par le Raid le jour même de l’installation de la nouvelle Assemblée de Corse, dans le cadre d’une procédure antiterroriste. Après quatre jours de garde à vue et de graves affrontements à Bastia entre manifestants et policiers, il est remis en liberté.
- Été 2004 : publication d’un ouvrage d’ethnolinguistique : « Dictionnaire commenté des expressions corses »[1].
- Décembre 2004 : publication d’un livre d’entretien avec le journaliste politique Jacques Renucci : « Libertà ».
- Avril 2005 : le parquet de Paris demande sa condamnation à trois ans de prison, dont deux fermes.
- Mai 2005, relaxé par le tribunal correctionnel de Paris.
- Juillet 2005 : Prix du livre corse pour son « Dictionnaire commenté des expressions corses ».
- Janvier 2006 : création du mensuel « A Nazione », entièrement rédigé en langue corse.
- Février 2006 : membre du « Cunsigliu di a lingua è di a cultura corsa », (Conseil de la langue et de la culture corse).
- Mars 2010 : élu à nouveau à l’Assemblée de Corse, à la tête de la liste nationaliste de  Corsica libera.
- Décembre 2015 : élu à nouveau à l'Assemblée de Corse sur la liste d'union nationaliste Pè à Corsica (Pour la Corse). Le 17 décembre, il succède à Dominique Bucchini à la présidence de l'Assemblée de Corse[1]. Il prononce son discours inaugural en langue corse et prête serment dans la même langue sur la Giustificazione della rivoluzione di Corsica, édition de 1758.
- En 2018, il refuse de rencontrer le Premier ministre Édouard Philippe dans un entretien prévu le 2 juillet qui devait « conclure un cycle de réunions sur l’avenir de l’île »[4].

### Procès de 2005 et relaxe
En 2004, Jean-Guy Talamoni est placé en garde à vue, accusé de s’être livré à une extorsion de fonds au préjudice de la société « Nouvelles Frontières » pour financer le journal nationaliste U Ribombu. L’année suivante, il est traduit devant le tribunal correctionnel de Paris pour « terrorisme, extorsion par violence, menace ou contrainte de signature, promesse, secret, fonds, valeur ou bien »[réf. nécessaire]. Le parquet demande sa condamnation à trois ans de prison, dont deux fermes[réf. nécessaire].
Le 18 janvier 2005, la Ligue des droits de l'homme apporte son soutien à Jean-Guy Talamoni, constatant que « les conditions d’un procès équitable sur la forme et sur le fond ne sont pas garanties ». Le 20 mai 2005, la 16e chambre du tribunal correctionnel de Paris « déclare Jean-Guy Talamoni non coupable et le relaxe des fins de la poursuite », précisant qu’« aucun acte personnel, sous quelque forme que ce soit, ayant concouru aux faits d’extorsion de fonds n’est susceptible d’être imputé à Jean-Guy Talamoni ».

## Publications
- Ce que nous sommes, essai sur la situation culturelle et politique de la Corse, préface d’Albert Memmi, DCL, Ajaccio, Ramsay, Paris, 2001.
- Libertà, ouvrage d’entretiens avec le journaliste Jacques Renucci, autour des questions culturelle et politique, DCL éditions, Ajaccio, 2004.
- Dictionnaire commenté des expressions corses, approche comparative avec autres langues romanes, DCL éditions, Ajaccio, 2004, Prix du livre corse 2005.
- Diccionari d’expressions corses comentades, publication en catalan du Dictionnaire commenté des expressions corses, éditions Llibres de l’Índex, Barcelone, 2006.
- Dictionnaire commenté des proverbes corses, DCL éditions, Ajaccio, 2006.
- Anthologie bilingue de la littérature corse, DCL éditions, Ajaccio, 2008, ouvrage présélectionné pour le Prix du livre de la Collectivité Territoriale de Corse 2009.
- Littérature et politique en Corse. Imaginaire national, société et action publique, Albiana, Ajaccio, juin 2013, Prix du livre de la Collectivité Territoriale de Corse en novembre 2013.
- Avanzà ! La Corse que nous voulons, Flammarion, Paris, 2016.
- Paul Valéry et la Corse, l'île que nous savons..., Stamperia Sammarcelli, Bastia 2017.
- Un peu de temps à l’état pur. Correspondance 2013-2017, correspondance avec Marie Ferranti, Paris, Gallimard, 2018.
- Le républicanisme corse. Sources, institutions, imaginaire, Ajaccio, Albiana, 2018.
- Le Sens d'un engagement, ouvrage d’entretiens avec le journaliste Frédéric Bertocchini, Clémentine, Porto-Vecchio, 2020.

## Prix et distinctions
- 2005 : Prix du livre corse pour l’ouvrage Dictionnaire commenté des expressions corses, DCL éditions, Ajaccio, 2004.
- 2012 : Prix du texte court en langue corse de l’association Musanostra pour la nouvelle « A Surgente ».
- 2013 : Prix de thèse (« Roccu Multedo ») de l’Accademia Corsa de Nice pour la thèse soutenue à l’université de Corse en décembre 2012.
- 2013 : Prix du livre de la Collectivité territoriale de Corse pour l’ouvrage Littérature et politique en Corse, éditions Albiana, Ajaccio, 2013.
- 2013 : Prix au concours de poésie (corse et gallurese) organisé par la commune de Santa Teresa di Gallura (Sardaigne), pour le poème « Anniversariu ».
- 2013 : Prix du texte court en langue corse de l’association Musanostra pour la nouvelle « Daretu à u muru ».